# Saison 1911-1912 des Sénateurs d'Ottawa
Autres saisons
Saison précédente Saison suivante
La saison 1911-1912 de hockey sur glace est la vingt-septième à laquelle participent les Sénateurs d'Ottawa.

## Classement
|                       | PJ | V  | D  | DP | BP | BC |
| --------------------- | -- | -- | -- | -- | -- | -- |
| Bulldogs de Québec    | 18 | 10 | 8  | 0  | 81 | 79 |
| Sénateurs d'Ottawa    | 18 | 9  | 9  | 0  | 99 | 83 |
| Wanderers de Montréal | 18 | 9  | 9  | 0  | 95 | 96 |
| Canadiens de Montréal | 18 | 8  | 10 | 0  | 59 | 66 |

## Meilleurs marqueurs
| Nom          | PJ | B  |
| ------------ | -- | -- |
| Skene Ronan  | 18 | 35 |
| Albert Kerr  | 18 | 25 |
| Jack Darragh | 16 | 15 |
| Marty Walsh  | 11 | 9  |
| Hamby Shore  | 18 | 8  |

## Saison régulière

### Janvier
| No | Date       | Visiteur              | Score | Domicile              | Fiche |
| -- | ---------- | --------------------- | ----- | --------------------- | ----- |
| 1  | 3 janvier  | Bulldogs de Québec    | 4-5   | Sénateurs d'Ottawa    | 1-0-0 |
| 2  | 6 janvier  | Sénateurs d'Ottawa    | 5-9   | Wanderers de Montréal | 1-1-0 |
| 3  | 10 janvier | Sénateurs d'Ottawa    | 4-6   | Bulldogs de Québec    | 1-2-0 |
| 4  | 13 janvier | Sénateurs d'Ottawa    | 4-3   | Canadiens de Montréal | 2-2-0 |
| 5  | 17 janvier | Canadiens de Montréal | 5-4   | Sénateurs d'Ottawa    | 2-3-0 |
| 6  | 20 janvier | Bulldogs de Québec    | 2-5   | Sénateurs d'Ottawa    | 3-3-0 |
| 7  | 24 janvier | Sénateurs d'Ottawa    | 10-6  | Wanderers de Montréal | 4-3-0 |
| 8  | 27 janvier | Wanderers de Montréal | 9-6   | Sénateurs d'Ottawa    | 4-4-0 |
| 9  | 31 janvier | Sénateurs d'Ottawa    | 4-5   | Bulldogs de Québec    | 4-5-0 |

### Février
| No | Date       | Visiteur              | Score | Domicile              | Fiche  |
| -- | ---------- | --------------------- | ----- | --------------------- | ------ |
| 10 | 3 février  | Sénateurs d'Ottawa    | 3-9   | Canadiens de Montréal | 4-6-0  |
| 11 | 7 février  | Canadiens de Montréal | 2-4   | Sénateurs d'Ottawa    | 5-6-0  |
| 12 | 9 février  | Sénateurs d'Ottawa    | 13-10 | Wanderers de Montréal | 6-6-0  |
| 13 | 14 février | Wanderers de Montréal | 5-17  | Sénateurs d'Ottawa    | 7-6-0  |
| 14 | 18 février | Canadiens de Montréal | 1-6   | Sénateurs d'Ottawa    | 8-6-0  |
| 15 | 21 février | Sénateurs d'Ottawa    | 3-6   | Bulldogs de Québec    | 8-7-0  |
| 16 | 25 février | Sénateurs d'Ottawa    | 3-2   | Canadiens de Montréal | 9-7-0  |
| 17 | 28 février | Wanderers de Montréal | 4-6   | Sénateurs d'Ottawa    | 10-7-0 |

### Mars
| No | Date   | Visiteur           | Score | Domicile           | Fiche  |
| -- | ------ | ------------------ | ----- | ------------------ | ------ |
| 18 | 2 mars | Bulldogs de Québec | 6-5   | Sénateurs d'Ottawa | 10-8-0 |

## Gardien de but
- Percy LeSueur

## Joueur
- Jack Darragh

- Joe Dennison

- Albert Kerr

- Eddie King

- Fred Lake

- Skene Ronan

- Hamby Shore

- Cyclone Taylor

- Marty Walsh